# Кисама (национальный парк)
Национальный парк Киса́ма (порт. Parque Nacional da Quissama) — национальный парк Анголы. Парк расположен на побережье, северо-западную границу парка образует эстуарий реки Кванза. По парку также протекает река Лонга (Longa), кроме того в парке расположено несколько озёр. Протяжённость береговой линии составляет 110 км. Высота над уровнем моря достигает 150 метров. Площадь парка составляет 9500 км², из них 28,44 км составляют морскую часть. На территории парка количество осадков составляет 900—1500 мм в год с сезоном дождей, который продолжается три-четыре месяца, в то время как в южной части парка количество осадков составляет только 150—500 мм в год.
Парк расположен в замбезийском фитогеографическом регионе. Территория парка включает мангровые леса в эстуарии реки Кванза, заливные луга и пальмовые острова на реке, болота и песчаные берега реки, луга на плато и редколесье в восточной части парка. На островах произрастает пальма рафия, для восточной части парка характерны адансония и акация. Вдоль реки растут густые заросли Chrysobalanus, Drepanocarpus, дальбергия, Leguncularia и гибискус. В нижнем течении реки Кванза преобладают заросли сыти, вдоль берега можно встретить рогоз, ежовник и тростник. Доминирующими видами в южной части являются акация, стеркулия, адансония и коммифора, на остальной территории — Brachestegia и Julbernadia.
Животный мир парка представлен 44 видами млекопитающих, 66 видами пресмыкающихся и 22 видами земноводных. На территории парка водятся такие млекопитающие, как африканский ламантин (в низовьях реки), гиеновидная собака, гепард (редкий вид) и лев. В начале 1970-х в парке обитала большая колония саванного слона. Кроме того, на побережье гнездятся морские черепахи. 186 видов птиц было зафиксировано на территории парка, включая редкие виды, в том числе с ограниченным ареалом. Среди постоянных обитателей парка серополосый турач, белолобая серёжчатая мухоловка и златоспинный бархатный ткач, в парк изредка залетают малый фламинго, капская олуша и китовая крачка. Около восточной границы парка зафиксировали Laniarius brauni. Кроме того, на территории парка водится 68 видов водоплавающих птиц, характерных для различных биомов в различных частях парка, в их числе африканский аист-разиня, африканская якана, цветной бекас, длиннопалый чибис, крокодилов сторож, седлоклювый ябиру, белошейный аист, полосатая рыбная сова, широкоротый коршун, певчая мухоловка и каштановоголовый певчий сорокопут.
Парк был образован в 1957 году. Восточная часть парка изучена слабо.